# Markus Wieser (Gewerkschafter)

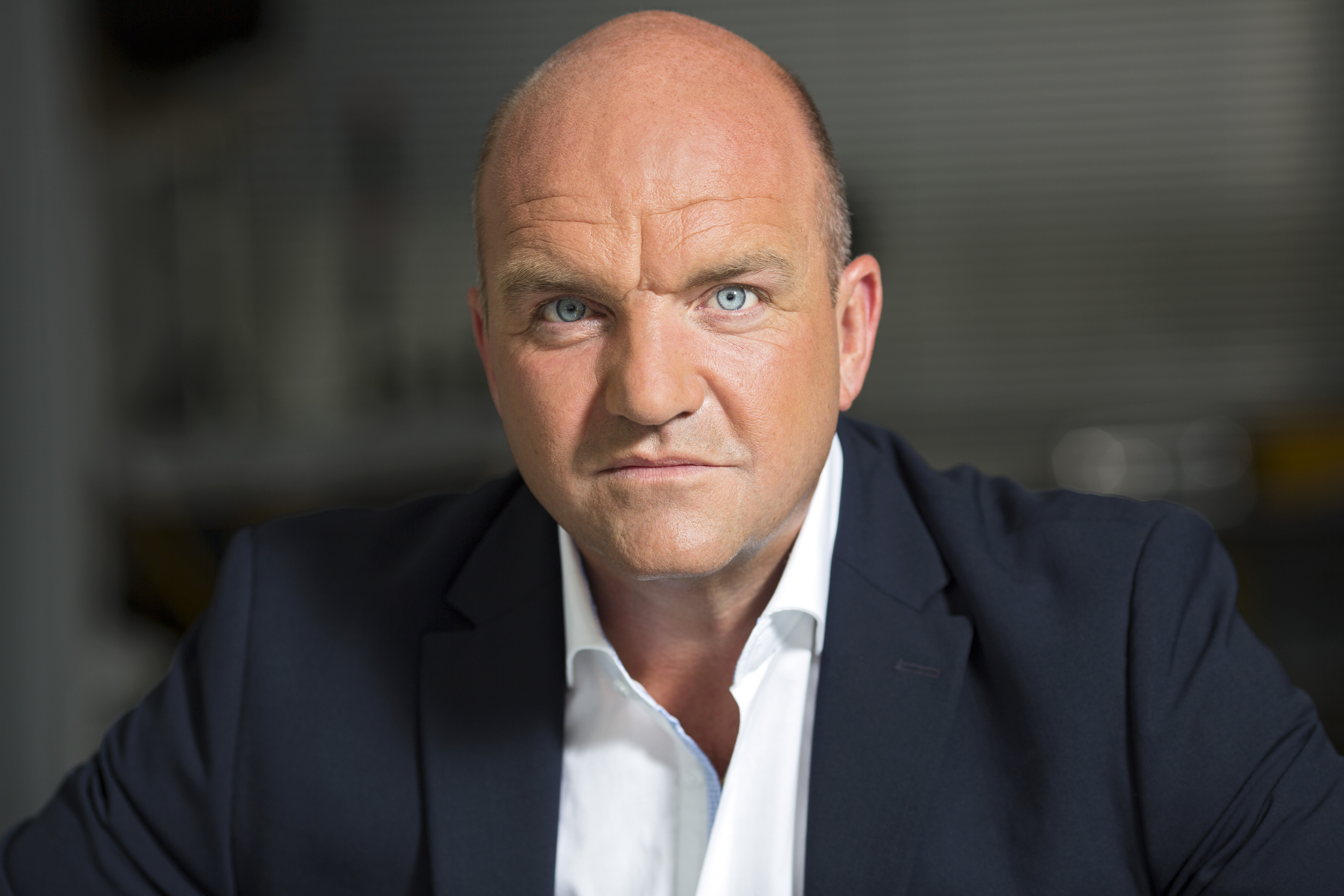
Markus Wieser (2013)

Markus Wieser (* 21. September 1965 in Waidhofen an der Ybbs) ist seit 2013 Präsident der Kammer für Arbeiter und Angestellte für Niederösterreich (AKNÖ) und Vorsitzender des ÖGB Niederösterreich. Er ist in der Fraktion Sozialdemokratischer GewerkschafterInnen (FSG) verankert.

## Jugend
Wieser wuchs im Mostviertel in Niederösterreich auf. Nach der Volksschule Böhlerwerk, der Hauptschule Rosenau/Sonntagberg sowie dem polytechnischen Lehrgang Rosenau/Sonntagberg startete Wieser die Lehre als Betriebselektriker bei VEW-Ybbstalwerke. Schon damals war Wieser gewerkschaftlich tätig und bereits mit 16 Jahren Landesjugendvorsitzender in der Gewerkschaft Metall-Bergbau-Energie (der heutigen Gewerkschaft PRO-GE), während er im Betrieb die Funktion des Jugendvertrauensrates innehatte. 

## ÖGB
Nach der Lehrabschlussprüfung und dem Präsenzdienst wurde Wieser 1984 Landesjugendsekretär des ÖGB-Niederösterreich. Nach dem Abschluss der Sozialakademie übernahm Wieser 1988 innerhalb des ÖGB die Funktion des Zentraljugendsekretärs der Gewerkschaft Metall-Bergbau-Energie. Von 1996 bis 2000 leitete Wieser dort die neu gegründete Abteilung Werbung und Kommunikation. Von 2000 bis 2003 war Wieser Bezirkssekretär Baden-Mödling der Gewerkschaft Metall-Textil, von 2003 bis 2013 Landessekretär der Gewerkschaft PRO-GE. 
Wieser verhandelte während seiner Zeit bei der Gewerkschaft PRO-GE eine Vielzahl an Sozialplänen für Beschäftigte. Er wurde dafür als Chefverhandler für Arbeitnehmer von den Betriebsräten angefordert. 
Seit Dezember 2013 ist Wieser Vorsitzender des ÖGB Niederösterreich. 

## Arbeiterkammer Niederösterreich
Von 2005 bis November 2013 war Wieser Vizepräsident der Kammer für Arbeiter und Angestellte für Niederösterreich. Am 14. November 2013 wurde er zum siebenten Präsidenten der niederösterreichischen Arbeiterkammer gewählt. Als solcher ist er auch Vizepräsident der Bundesarbeitskammer. 
Wieser ist seit 2003 im Vorstand des Berufsförderungsinstitut (BFI) Niederösterreich und vertritt die Versicherten der Gebietskrankenkasse Niederösterreich. Von 2001 bis 2012 war er Laienrichter am Landes- und Oberlandesgericht. Er absolvierte eine Vielzahl an Gewerkschaftsschulungen und Ausbildungen, unter anderem jene zum Strategie-Coach.  
Bei den niederösterreichischen Arbeiterkammerwahlen 2014, 2019 und 2024 wurde Wieser als Präsident bestätigt. Er trat als Spitzenkandidat der Fraktion Sozialdemokratischer GewerkschafterInnen Niederösterreich an. Bei diesen Wahlen wurde jeweils eine deutliche absolute Mehrheiten erzielt.  
Als Arbeitnehmervertreter setzt Wieser bei zahlreichen Themen auf die Sozialpartnerschaft. Gemeinsam mit der Wirtschaftskammer startete die AK Niederösterreich etwa mehrere Bildungs- und Ausbildungsinitiativen.
Wieser hat sich in einem breiten Diskurs und Dialog mit den Zukunftsfragen des Landes befasst und dafür konkrete Lösungsvorschläge erarbeitet. Sie sind in den "3 V für Österreichs Zukunft" festgehalten: Es geht dabei um die Verteilung der Arbeit, Verteilungsgerechtigkeit und Versorgungssicherheit. 
Außerdem ist er Vizepräsident des Österreichischen Betriebssportverbands.

## Förderverein Kinderreha
Als betroffener Vater gründete er 2009 den Förderverein, der sich für die Finanzierung und Ausbau der Kinder- und Jugendrehabilitation in Österreich einsetzt.

## Privates
Wieser ist Vater dreier Töchter, zu seinen Hobbys zählen Wasserrettung, Kochen und Heimwerken.

## Auszeichnungen
- 2023: Großes Goldenes Ehrenzeichen für Verdienste um die Republik Österreich[2]